# Товінок 2
Товінок 2 (англ. Towinock 2) — індіанська резервація в Канаді, у провінції Британська Колумбія, у межах регіонального округу Сквоміш-Лілует.

## Населення
За даними перепису 2016 року, індіанська резервація нараховувала 5 осіб. Середня густина населення становила 5,7 осіб/км².

## Клімат
Середня річна температура становить 7°C, середня максимальна – 22,2°C, а середня мінімальна – -11,6°C. Середня річна кількість опадів – 395 мм.
| Клімат поселення                              | Клімат поселення | Клімат поселення | Клімат поселення | Клімат поселення | Клімат поселення | Клімат поселення | Клімат поселення | Клімат поселення | Клімат поселення | Клімат поселення | Клімат поселення | Клімат поселення | Клімат поселення |
| Показник                                      | Січ.             | Лют.             | Бер.             | Квіт.            | Трав.            | Черв.            | Лип.             | Серп.            | Вер.             | Жовт.            | Лист.            | Груд.            |                  |
| Середній максимум, °C                         | 2,06             | 5,25             | 9,68             | 14,08            | 18,52            | 22,17            | 21,55            | 21,57            | 16,84            | 10,76            | 3,99             | −0,87            |                  |
| Середня температура, °C                       | −4,78            | −1,57            | 2,84             | 7,25             | 11,67            | 15,33            | 18,18            | 18,20            | 13,48            | 7,41             | 0,61             | −4,25            |                  |
| Середній мінімум, °C                          | −11,61           | −8,41            | −3,98            | 0,41             | 4,83             | 8,50             | 14,82            | 14,84            | 10,10            | 4,06             | −2,74            | −7,61            |                  |
| Норма опадів, мм                              | 43               | 26               | 21               | 23               | 28               | 33               | 33               | 28               | 26               | 36               | 49               | 49               |                  |
| Середньомісячна швидкість вітру, м/с          | 2.10             | 2.14             | 2.44             | 2.71             | 2.51             | 2.37             | 2.21             | 2.01             | 1.85             | 2.06             | 2.17             | 2.10             |                  |
| Середньомісячна сонячна радіація, кДж/м²·день | 3090             | 6244             | 10758            | 15685            | 19335            | 20854            | 21821            | 18621            | 13093            | 7272             | 3447             | 2443             |                  |
| --------------------------------------------- | ---------------- | ---------------- | ---------------- | ---------------- | ---------------- | ---------------- | ---------------- | ---------------- | ---------------- | ---------------- | ---------------- | ---------------- | ---------------- |
| Джерело:                                      |                  |                  |                  |                  |                  |                  |                  |                  |                  |                  |                  |                  |                  |